# Danni Jensen
Danni Jensen (* 10. Juni 1989 in Taastrup) ist ein dänischer ehemaliger Fußballspieler.

## Karriere
Jensen begann seine Karriere in der Jugend seiner Heimatstadt bei Taastrup B70, wo er zwischen 1994 und 2003 spielte, bevor er im Alter von 14 Jahren zum Kjøbenhavns Boldklub kam. Nach seiner Jugendzeit beim KB, wo er unter anderem den Meistertitel der U-16 gewann, unterschrieb er seinen ersten Profivertrag beim FC Kopenhagen.
Sein Debüt gab er am 31. Juli 2008 in der UEFA-Cup-Qualifikation gegen den FC Cliftonville aus Nordirland, als er für Zdeněk Pospěch eingewechselt wurde. Sein Debüt in der Superliga gab er im Auswärtsspiel bei Vejle BK, im Herbst 2008.

## Erfolge
mit dem Kjøbenhavns Boldklub:
- dänischer Meister U-16: 2005

mit dem FC Kopenhagen:
- dänischer Meister: 2009, 2010, 2011
- dänischer Pokalsieger: 2009